# 辛春浩
辛春浩（韓語：신춘호，1930年12月1日—2021年3月27日）是韩国的商人，他是农心集团的创始人兼首任会长。辛春浩在韩国被誉为是“辛拉麵之王”，为韩国的泡麵產業的发展做出了重大贡献。